# Ian Stewart (piloto)
Ian Stewart (Edimburgo, 15 de julio de 1929-Crieff, 19 de marzo de 2017) fue un piloto de automovilismo escocés. No tiene ninguna relación con Jimmy Stewart y el campeón mundial Jackie Stewart, que son hermanos.
A partir de 1951, Ian Stewart compitió en escaladas a bordo de un Jaguar XK120, luego, en 1953, corrió en Fórmula 2 con una escapada a la Fórmula 1 a mitad de temporada. Solo participó en un Gran Premio contando para el campeonato mundial de Fórmula 1 con el equipo escocés Ecurie Ecosse el 18 de julio de 1953 en el Gran Premio de Gran Bretaña. Partió en la posición 20 en la parrilla de salida y tuvo que retirarse en la vuelta 26 debido a un problema de encendido. Por tanto, no tenía un punto en el Campeonato del Mundo. También corrió en 3 carreras fuera del campeonato.
Estos mejores resultados se obtuvieron en carreras de autos deportivos de resistencia, como los 1000 km de Nürburgring donde terminó segundo y las 24 Horas de Le Mans donde obtuvo el cuarto lugar con su compañero Peter Whitehead en 1953, a bordo de una Jaguar C-Type del equipo de fábrica.
Después de su corta carrera deportiva, volvió a trabajar en la granja de su familia en Perthshire.

## Resultados

### Fórmula 1
(Clave) (negrita indica pole position) (cursiva indica vuelta rápida)

| Año     | Escudería     | 1   | 2   | 3   | 4   | 5   | 6       | 7   | 8   | 9   | Pos. | Puntos |
| ------- | ------------- | --- | --- | --- | --- | --- | ------- | --- | --- | --- | ---- | ------ |
| 1953    | Ecurie Ecosse | ARG | 500 | NED | BEL | FRA | GBR Ret | GER | SUI | ITA | NC   | 0      |
| Fuente: |               |     |     |     |     |     |         |     |     |     |      |        |